# أعطني أكثر (أغنية)
أعطني أكثر أو «قيمي مور» (بالإنجليزية: "Gimme More")‏ هي أغنية للمغنية الأمريكية بريتني سبيرز، من ألبومها الخامس تعتيم. صدرت كالأغنية المنفردة الرئيسية من الألبوم في 27 سبتمبر 2007.
تم تسجيل الأغنية خلال فترة حمل بريتني الثاني، تبدأ الأغنية بسبيرز تقول «إنها بريتني، أيتها الساقطة It's Britney, bitch». «أعطني أكثر» هي أغنية بوب راقص وإلكتروني وتتضمن كلام خارجي من منتج الأغنية «دانجا» الذي يتعامل لأول مرة مع سبيرز.
احتلت الأغنية المركز الثالث ضمن قائمة أفضل 100 أغنية بالبيلبورد، لتصبح خامس أغنية لها تحتل مركز ضمن أول 10 مراكز، وثاني أعلى تصنيف لأغانيها ضمن القائمة بعد أغنيتها المنفردة الأولى، وتصدرت قوائم كندا وإيرلندا وكانت ضمن أول 5 مراكز في في 14 دولة.
في الفيديو المرافق للأغنية، تظهر سبيرز كراقصة تعر وهي ترقص حول عمود في ملهى ليلي. نال الفيديو نقداً سيئاً لخلوه من القصة وسوء رقص سبيرز حول العمود.
أدت سبيرز الأغنية لأول مرة بحفل جوائز الإم تي في لعام 2007, وهي ترتدي بكيني أسود مرصع بالألماس. تلقى العرض نقداً سيئاً وعلق النقاد على رقص سبيرز وغناءها ووضعوه ضمن «أسوا لحظات حفلات جوائز الإم تي في». كريس كروكر نشر فيديو يرد فيه على النقاد ويصف المواقف الصعبة التي تمر بها سبيرز، ويقول «دعوا بريتني وشأنها Leave Britney Alone» وهي الجملة التي صنعت منه مشهوراً على الإنترنت وجعلته يتلقى اهتماماً من وسائل الإعلام.
أدت سبيرز الأغنية في جولة فيم فيتال عام 2011 وجولة «Britney: Piece Of Me», وأعاد تسجيل الأغنية عدة مشاهير منهم سيا وماري ديجبي.

## الروابط الخارجية
- فيديو كليب أعطني أكثر على يوتيوب